# 蔡永祥纪念馆
蔡永祥纪念馆位于安徽省合肥市肥东县长临河镇四顶山脚下。1967年为纪念蔡永祥烈士牺牲而建。纪念馆为砖瓦结构，坐东朝西，面积约170平米。2018年列入第六批合肥市文物保护单位。